# Појеница (Вранча)
Појеница (рум. Poienița) насеље је у Румунији у округу Вранча у општини Думитрешти. Oпштина се налази на надморској висини од 366 m.

## Становништво
Према подацима из 2002. године у насељу је живело 224 становника, од којих су сви румунске националности.